# Stojan Stalew
Stojan Żiwkow Stalew (ur. 5 grudnia 1952 w Sofii) – bułgarski prawnik, pedagog, dyplomata i polityk, na początku lat 90. doradca prezydenta Żelu Żelewa, następnie minister spraw zagranicznych w tymczasowym rządzie Stefana Sofijanskiego (1997), ambasador Bułgarii w Niemczech i Turcji. Od marca 2006 roku jest Dyrektorem Generalnym Bułgarskiej Agencji Inwestycyjnej.

## Życiorys
Jest synem znanego prawnika Żiwka Stalewa, przewodniczącego Bułgarskiego Trybunału Konstytucyjnego w latach 1997–2000. Ukończył studia na Wydziale Prawa na Uniwersytecie im. Klemensa Ochrydzkiego w Sofii, a następnie pracował jako adwokat i kontynuował karierę naukową w Instytucie Nauk Prawnych, gdzie wykładał prawo morskie.
Jego przygoda z polityką rozpoczęła się w 1990 roku, kiedy został doradcą prezydenta Żelu Żelewa. Rok później – jako ambasador – wyjechał na placówkę do Niemiec. Po upadku socjalistycznego rządu Żana Widenowa objął tekę ministra spraw zagranicznych w tymczasowym gabinecie kierowanym przez Stefana Sofijanskiego.
Po wyborach parlamentarnych w 1997 roku został ambasadorem w Turcji (1998–2005). W marcu 2006 roku otrzymał stanowisko Dyrektora Generalnego Bułgarskiej Agencji Inwestycyjnej.